# شبکه بدون مرز

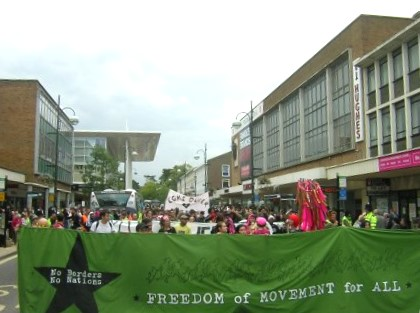
کمپین تظاهرات شبکه بدون مرز در کرولی، انگلستان، ۲۰۰۷

شبکه بدون مرز (انگلیسی: No Border network) به سازمان‌ها، گروه‌ها و افراد مستقل آزاد در غرب اروپا، اروپای مرکزی، اروپای شرقی و فراتر از آن اشاره دارد. این شبکه حامی جنبش‌های آزاد می‌باشد و با هماهنگی به برگزاری کمپین‌های فرا مرزی و بین‌المللی بدون مرز می‌پردازد از جمله برگزاری تظاهرات، اقدامات مستقیم و برگزاری کمپین‌های ضد اخراج، در برابر محدودیت‌ها و کنترل مهاجرت انسانی.
شبکه اروپای غربی این سازمان با آنچه که به‌طور فزاینده‌ای محدود کردن سیاست‌های پناهندگی و مهاجرت در اروپا را پیگیری می‌کند مخالف است و هدف آن ایجاد اتحاد بین کارگران مهاجر و پناهندگان است. شعارهای رایج مورد استفاده این شبکه عبارتند از: «بدون مرز، بدون ملت، اخراج‌ها را متوقف کنید!» و «هیچ‌کس غیرقانونی نیست» می‌باشد.
شبکه بدون مرز از سال ۱۹۹۹ آغاز به کار کرد و وبگاه آن از سال ۲۰۰۰ وجود داشته است. شبکه بدون مرز در بریتانیا مدعی است که در ۱۱ شهر در گروه‌های محلی شعبه دارد.

## کمپین‌های بدون مرز
گروه‌هایی از شبکه بدون مرز در سازماندهی تعدادی از کمپین‌های اعتراضی (به نام «کمپین‌های بدون مرز» یا گاهی «کمپین‌های مرزی» یا «کمپین‌های فرامرزی») مشارکت داشته‌اند. در استراسبورگ، فرانسه (۲۰۰۲)، اوترانتو، ایتالیا (۲۰۰۳)، کلن، آلمان (۲۰۰۳، ۲۰۱۲)، فرودگاه گاتویک، (۲۰۰۷) بریتانیا، در پاتراس، یونان، دیکیلی، ترکیه (۲۰۰۸)، کاله (فرانسه) (۲۰۰۹، ۲۰۱۵)، لسبوس، یونان (۲۰۰۹)، بروکسل، بلژیک (۲۰۱۰)، سیوا رکا، بلغارستان (۲۰۱۱)،استکهلم، سوئد (۲۰۱۲)، روتردام، هلند (۲۰۱۳)، ونتیمیلیا، ایتالیا (۲۰۱۵)، سالونیک، یونان (۲۰۱۶)، نزدیک نانت، فرانسه (۲۰۱۹) و در واسنار، هلند (۲۰۱۹).

## فعالیت‌ها

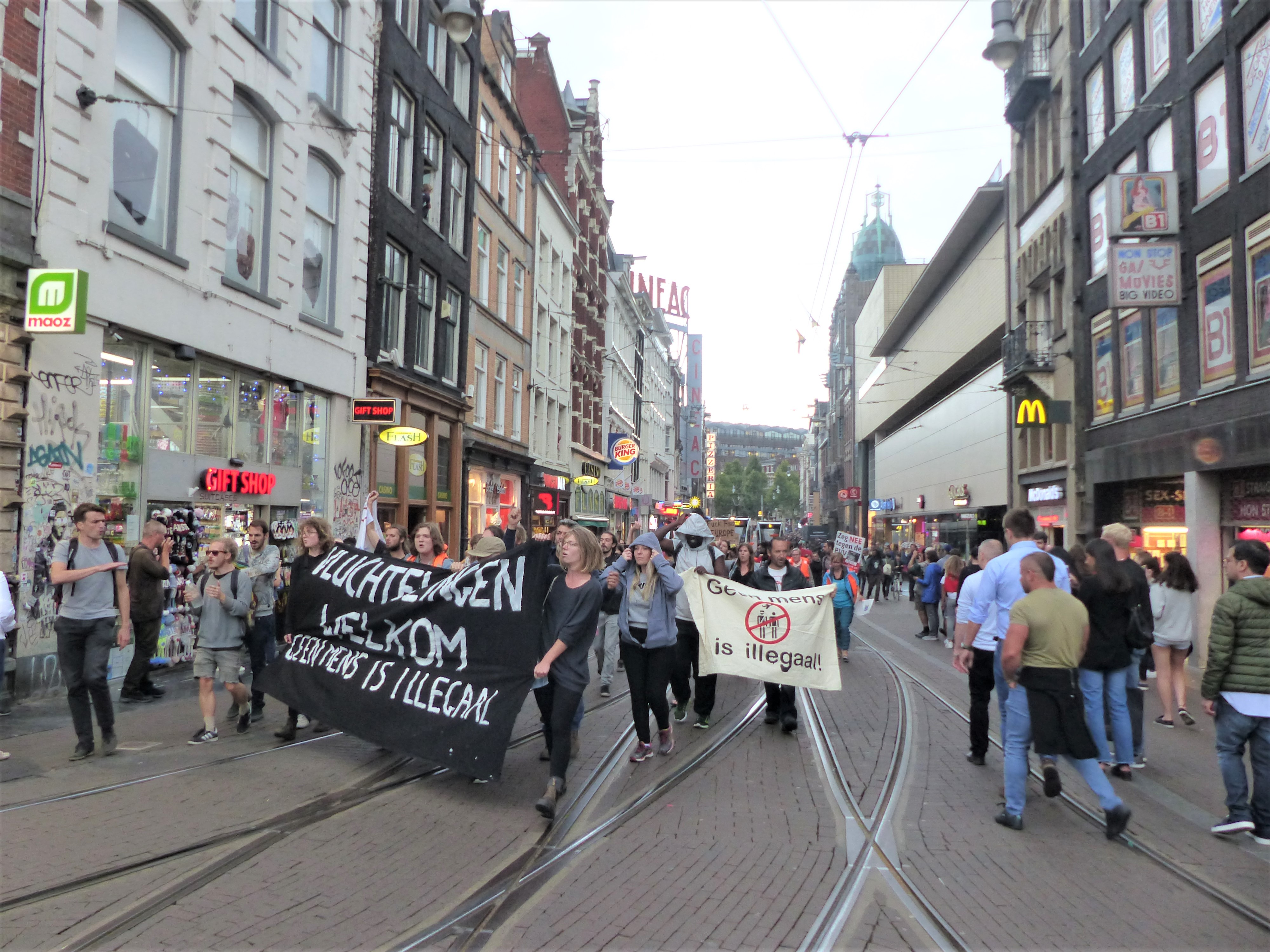
تظاهرات بدون مرز

در ۱۸ دسامبر ۲۰۰۷، مصادف با روز جهانی مهاجران سازمان ملل، این شبکه یک اعتراض هماهنگ را از طریق دفاتر آژانس مرزی و مهاجرت (در حال حاضر آژانس مرزی بریتانیا) در بریستول، پورتسموث،نیوکاسل و گلاسکو برگزار کرد. این شکل از فعالیت که عمدتاً برای جلوگیری از حملات صبحگاهی افسران مهاجرت. صورت می‌گیرد، چندین بار در سراسر بریتانیا برگزار شده است.
در ۲۴ اکتبر ۲۰۰۸، فیل ولاس، وزیر امور خارجه بریتانیا در امور مرزها و مهاجرت در پی اظهاراتش در مورد کنترل جمعیت توسط توسط فعالان بدون مرز مورد انتقاد قرار گرفت.
در ۱۰ اوت ۲۰۱۳، گروه‌های بدون مرز از هلند در یک زمین بزرگ در روتردام اعتراض نشسته و چندین حرکت اعتراضی برگزار کردند.
در فوریه ۲۰۱۰، گروه‌های بدون مرز از بریتانیا و فرانسه مرکز بزرگی را برای پناهندگانی که سرپناهی برای خوابیدن نداشتند، در کاله، فرانسه، تحت نام «هنگار کرونشتات» افتتاح کردند.
مقامات کاله «فعالان افراطی» در شبکه بدون مرز را متهم کرده‌اند که «با یک ایدئولوژی آنارشیستی نفرت نسبت به همه قوانین و مرزها آن را تبلیغ می‌کنند» و درگیر خشونت و آزار و اذیت پلیس فرانسه و مددکاران اجتماعی در جنگل کاله هستند و مهاجران ساکن کمپ آنجا را تشویق به خرابکاری و گمراه کردن می‌کنند.

## انتشارات
- آزادی حرکت، آزادی ماندن: خواننده بدون مرز. لندن: بدون مرز، ۲۰۰۷.
- جیمز آ. چمبرلین. دموکراسی اقلیت: مورد دموکراتیک برای صورت فلکی بدون مرز: مجله بین‌المللی نظریه انتقادی و دموکراتیک (به زودی)